# Calanthe yuksomnensis
Calanthe yuksomnensis är en orkidéart som beskrevs av S.Z. Lucksom. Calanthe yuksomnensis ingår i släktet Calanthe och familjen orkidéer. Inga underarter finns listade i Catalogue of Life.